# Ophiobyrsa perrieri
Ophiobyrsa perrieri är en ormstjärneart som beskrevs av George Richard Lyman 1883. Ophiobyrsa perrieri ingår i släktet Ophiobyrsa och familjen skinnormstjärnor. Inga underarter finns listade i Catalogue of Life.